# L.A.'s Finest
L.A.'s Finest é uma série de televisão de drama processual policial americana de 2019 criada por Brandon Margolis e Brandon Sonnier; e produzido pela Sony Pictures Television. É um desdobramento da franquia de filmes Bad Boys criada por George Gallo. A série estreou no Spectrum em 13 de maio de 2019. L.A.'s Finest é o primeiro conteúdo premium feito para a provedora de TV a cabo e a estréia de sua programação exclusiva da Spectrum Originals. Em junho de 2019, a Spectrum Originals renovou a série para uma segunda temporada.

## Elenco

### Principal
- Gabrielle Union como agente especial/detetive tenente Sydney "Syd" Burnett - uma ex-agente da DEA transferida para o departamento de polícia de Los Angeles. Ela é irmã de Marcus Burnett dos filmes Bad Boys.
- Jessica Alba como a tenente detetive Nancy McKenna - uma madrasta que trabalha, que é a nova parceira e amiga de Syd na polícia de Los Angeles.
- Duane Martin como tenente-detetive Benjamin "Ben" Baines
- Zach Gilford como o tenente-detetive Benjamin "Ben" Walker
- Ryan McPartlin como Patrick McKenna - marido de Nancy e é promotor público do Departamento de Polícia de Los Angeles.
- Sophie Reynolds como Isabel "Izzy" McKenna - a enteada de Nancy e a filha de Patrick.
- Ernie Hudson como Joseph Burnett - o pai separado de Syd.

### Recorrente
- Barry Sloane como Dante Sherman
- Zach McGowan como Raymond "Ray" Sherman
- Jake Busey como Bishop Duvall
- Rebecca Budig as Carlene Hart
- Laz Alonso como Warren Hendrix
- Tamala Jones as Katherine Miller
- Jordan Rodrigues as Arlo Bates
- John Salley como Fletcher
- David Fumero como tenente Jason Calloway
- Sabina Gadecki como Jennifer "Jen"

## Temporadas
| Temporada | Temporada | Episódios | Exibição original    | Exibição original   |
| Temporada | Temporada | Episódios | Estreia da temporada | Final da temporada  |
| --------- | --------- | --------- | -------------------- | ------------------- |
|           | 1         | 13        | 13 de maio de 2019   | 17 de junho de 2019 |

## Episódios
| Episódio # | Título                   | Dirigido por   | Escrito por                        | Estreia original    |
| ---------- | ------------------------ | -------------- | ---------------------------------- | ------------------- |
| 1          | "Pilot"                  | Anton Cropper  | Brandon Margolis & Brandon Sonnier | 13 de maio de 2019  |
| 2          | "Defiance"               | Anton Cropper  | John Dove & Pam Veasey             | 13 de maio de 2019  |
| 3          | "Con Air"                | Antonio Negret | Brandon Margolis & Brandon Sonnier | 13 de maio de 2019  |
| 4          | "Déjà Vu"                | Antonio Negret | Andrea Thornton Bolden             | 20 de maio de 2019  |
| 5          | "Farewell..."            | Eagle Egilsson | J.L. Tiggett                       | 20 de maio de 2019  |
| 6          | "...My Lovely"           | Janice Cooke   | Diana Mendez                       | 27 de maio de 2019  |
| 7          | "Book of Secrets"        | Anton Cropper  | Brandon Margolis & Brandon Sonnier | 27 de maio de 2019  |
| 8          | "Dead Men Tell No Tales" | Anton Cropper  | John Dove                          | 3 de junho de 2019  |
| 9          | "Dangerous Minds"        | Nathan Hope    | Pam Veasey                         | 3 de junho de 2019  |
| 10         | "Enemy of the State"     | Anton Cropper  | Carol Bass & Megan McNamara        | 10 de junho de 2019 |
| 11         | "Thief"                  | Lexi Alexander | Marisa Tam                         | 10 de junho de 2019 |
| 12         | "Armageddon"             | Janice Cooke   | John Dove & J.L. Tiggett           | 17 de junho de 2019 |
| 13         | "Bad Girls"              | Anton Cropper  | Brandon Margolis & Brandon Sonnier | 17 de junho de 2019 |

## Produção

### Desenvolvimento
Em 25 de outubro de 2017, foi relatado que um spinoff da série de televisão dos filmes Bad Boys, com o personagem Sydney "Syd" Burnett de Bad Boys II, estava em desenvolvimento. O piloto estava programado para ser escrito por Brandon Margolis e Brandon Sonnier. Os produtores executivos deveriam incluir Margolis, Sonnier, Jerry Bruckheimer, Jonathan Littman, Kristie Anne Reed, Jeff Gaspin e Jeff Morrone. As empresas de produção envolvidas na série devem incluir a Sony Pictures Television, Jerry Bruckheimer Television e 2.0 Entertainment. 
Em 31 de outubro de 2017, foi anunciado que a NBC havia assumido um compromisso de produção piloto após uma situação competitiva em que várias redes haviam perseguido a série em potencial. Em 18 de janeiro de 2018, foi anunciado que a NBC havia dado à produção um pedido oficial de piloto. Em 2 de fevereiro de 2018, foi relatado que Anton Cropper iria dirigir o episódio piloto. Em 12 de abril de 2018, foi anunciado que o piloto anteriormente sem título tinha o título de Melhor de Los Angeles.Em 11 de maio de 2018, foi relatado que a NBC havia passado o piloto e se recusou a pegar a produção em série. Os produtores da série deveriam comprar a produção para outras redes.
Em 17 de maio de 2018, foi anunciado que a Sony Pictures Television estava em discussões preliminares com a Charter Communications sobre um acordo para a aquisição da série. Até o final do mês, as negociações progrediram a ponto de negociações sérias. Em 26 de junho de 2018, foi anunciado que a Charter Communications havia dado à produção um pedido de série para uma primeira temporada composta por treze episódios. Em 7 de fevereiro de 2019, foi anunciado durante a Television Critics Association A turnê anual de inverno da imprensa que a série estrearia em 13 de maio de 2019 com o lançamento dos três primeiros episódios. Esperava-se que os episódios restantes fossem lançados às segundas-feiras após a estréia pelo serviço de vídeo sob demanda da Spectrum, acessível por meio de decodificadores, junto com os aplicativos iOS, Apple TV e Roku do fornecedor. LA's Finest é a primeira série de televisão original produzida pela Spectrum.
A música tema da série foi composta por Laura Karpman.
Em 13 de junho de 2019, foi relatado que a série foi renovada para uma segunda temporada.

### Escolha do elenco
Juntamente com o anúncio inicial do desenvolvimento da série, foi confirmado que Gabrielle Union iria estrelar a série, reprisando seu papel de Sydney "Syd" Burnett no filme Bad Boys II. Em 29 de janeiro de 2018, foi anunciado que Ernie Hudson havia sido escalado para um papel regular na série. Em 15 de fevereiro de 2018, foi relatado que Zach Gilford e Duane Martin haviam se juntado ao elenco principal. Em março de 2018, foi anunciado que Jessica Alba, Ryan McPartlin e Zach McGowan haviam sido escalados como regulares da série. Em setembro de 2018, foi relatado que Sophie Reynolds havia sido escalada para um papel regular da série e que Barry Sloane apareceria em uma capacidade recorrente. Em 11 de janeiro de 2019, foi anunciado que Jake Busey havia se juntado ao elenco em um papel recorrente.

### Filmagens
A fotografia principal do piloto começou no início de abril de 2018 em Los Angeles, Califórnia.
Em 21 de fevereiro de 2019, o produtor executivo e showrunner Brandon Sonnier ficou gravemente ferido durante as filmagens de um golpe de carro no Porto de Los Angeles quando o veículo bateu acidentalmente na área de vídeo da vila do set, o que levou a uma amputação parcial de seu carro. perna direita. Brandon Margolis sofreu ferimentos leves.

## Trailer oficial
Em 7 de fevereiro de 2019, o trailer oficial da série foi lançado.

## Recepção

### Resposta Crítica
No agregador de análises Rotten Tomatoes, a série detém uma classificação de aprovação de 8% com base em 13 análises, com uma classificação média de 4,47/10. O consenso crítico do site diz: "Como um spin-off para lugar nenhum, o Finest de LA opera com sensibilidades desatualizadas e desperdiça o tempo de seus talentos talentos - especialmente lamentável, considerando o desempenho comprometido de Gabriel Union". No Metacritic, ele tem uma pontuação média ponderada de 46 em 100, com base em 6 críticos, indicando "críticas mistas ou médias".

## Prêmios e indicações
| Ano  | Prêmio             | Categoria                 | Indicado        | Resultado |
| ---- | ------------------ | ------------------------- | --------------- | --------- |
| 2019 | Teen Choice Awards | Atriz de Programa de Ação | Jessica Alba    | Indicado  |
| 2019 | Teen Choice Awards | Atriz de Programa de Ação | Gabrielle Union | Venceu    |

## Transmissão internacional
A série foi comprada para exibição na Grã-Bretanha pela Fox. E também será exibida às sextas-feiras no Canadá na CTV no outono de 2019. Também será exibida na AXN Ásia e AXN (Alemanha).